# Tour La Provence 2017
La 2.ª edición del Tour La Provence fue una carrera de ciclismo en ruta que se celebró en Francia entre el 21 y el 23 de febrero de 2017 con un recorrido de 546,9 km en tres etapas entre las localidades de Aubagne y Marsella. 
La carrera formó parte del UCI Europe Tour 2017 de los Circuitos Continentales UCI, dentro de la categoría 2.1.
La carrera fue ganada por el corredor australiano Rohan Dennis del equipo BMC Racing Team, en segundo lugar Mattia Cattaneo (Androni Giocattoli) y en tercer lugar Alexandre Geniez (AG2R La Mondiale).

## Equipos participantes
Tomaron parte en la carrera 19 equipos: 5 de categoría UCI ProTeam; 8 de categoría Profesional Continental; 5 de categoría Continental y la selección nacional de Francia.
| WorldTeams (5)- AG2R La Mondiale - Astana - BMC Racing Team - FDJ - UAE Team Emirates Equipos continentales profesionales (8)- Androni Giocattoli - CCC Sprandi Polkowice - Cofidis, Solutions Crédits - Delko Marseille Provence KTM - Direct Énergie - Fortuneo-Vital Concept - Wanty-Groupe Gobert - WB-Veranclassic-Aqua Protect Equipos continentales (5)- Armée de terre - HP BTP-Auber 93 - Roth-Akros - Roubaix Lille Métropole - Kuwait-Cartucho.es Equipo nacional- Francia |
| |

## Etapas
| Etapa     | Fecha     | Recorrido                  | type            | Distancia (km) | Ganador          | Líder        |
| --------- | --------- | -------------------------- | --------------- | -------------- | ---------------- | ------------ |
| 1.ª etapa | 21 de feb | Aubagne – Istres           | etapa escarpada | 205,9          | Justin Jules     | Justin Jules |
| 2.ª etapa | 22 de feb | Miramas – La Ciotat        | etapa escarpada | 169,9          | Alexandre Geniez | Rohan Dennis |
| 3.ª etapa | 23 de feb | Aix-en-Provence – Marsella | etapa escarpada | 171,4          | Mattia Cattaneo  | Rohan Dennis |

### Etapa 1
| \| Clasificación de la etapa \| Clasificación de la etapa \| Clasificación de la etapa \| Clasificación de la etapa \| Clasificación de la etapa \| \| Ciclista \| Ciclista \| Equipo \| Tiempo \| \| \| ------------------------- \| ------------------------- \| ---------------------------- \| ------------------------- \| ------------------------- \| \| 1.º \| Justin Jules \| WB-Veranclassic-Aqua Protect \| 4 h 52 min 43 s \| \| \| 2.º \| Jérémy Lecroq \| Roubaix Lille Métropole \| + 0 s \| \| \| 3.º \| Lorrenzo Manzin \| FDJ \| + 0 s \| \| \| 4.º \| Danilo Wyss \| BMC Racing Team \| + 0 s \| \| \| 5.º \| David Menut \| HP BTP-Auber 93 \| + 0 s \| \| \| 6.º \| Rudy Barbier \| AG2R La Mondiale \| + 0 s \| \| \| 7.º \| Anthony Maldonado \| HP BTP-Auber 93 \| + 0 s \| \| \| 8.º \| Oliviero Troia \| UAE Team Emirates \| + 0 s \| \| \| 9.º \| Damiano Caruso \| BMC Racing Team \| + 0 s \| \| \| 10.º \| Yannick Martinez \| Delko-Marseille Provence-KTM \| + 0 s \| \| |                   |                              |                 |
| |                   |                              |                 |
| Fuentes: ProCyclingStats Cycling Archives |                   |                              |                 |
| Clasificación de la etapa |                   |                              |                 |
| Ciclista | Ciclista          | Equipo                       | Tiempo          |
| 1.º | Justin Jules      | WB-Veranclassic-Aqua Protect | 4 h 52 min 43 s |
| 2.º | Jérémy Lecroq     | Roubaix Lille Métropole      | + 0 s           |
| 3.º | Lorrenzo Manzin   | FDJ                          | + 0 s           |
| 4.º | Danilo Wyss       | BMC Racing Team              | + 0 s           |
| 5.º | David Menut       | HP BTP-Auber 93              | + 0 s           |
| 6.º | Rudy Barbier      | AG2R La Mondiale             | + 0 s           |
| 7.º | Anthony Maldonado | HP BTP-Auber 93              | + 0 s           |
| 8.º | Oliviero Troia    | UAE Team Emirates            | + 0 s           |
| 9.º | Damiano Caruso    | BMC Racing Team              | + 0 s           |
| 10.º | Yannick Martinez  | Delko-Marseille Provence-KTM | + 0 s           |

| \| Clasificación general \| Clasificación general \| Clasificación general \| Clasificación general \| Clasificación general \| \| Ciclista \| Ciclista \| Equipo \| Tiempo \| \| \| --------------------- \| --------------------- \| ---------------------------- \| --------------------- \| --------------------- \| \| 1.º \| Justin Jules \| WB-Veranclassic-Aqua Protect \| 4 h 52 min 43 s \| \| \| 2.º \| Jérémy Lecroq \| Roubaix Lille Métropole \| + 0 s \| \| \| 3.º \| Lorrenzo Manzin \| FDJ \| + 0 s \| \| \| 4.º \| Danilo Wyss \| BMC Racing Team \| + 0 s \| \| \| 5.º \| David Menut \| HP BTP-Auber 93 \| + 0 s \| \| \| 6.º \| Rudy Barbier \| AG2R La Mondiale \| + 0 s \| \| \| 7.º \| Anthony Maldonado \| HP BTP-Auber 93 \| + 0 s \| \| \| 8.º \| Oliviero Troia \| UAE Team Emirates \| + 0 s \| \| \| 9.º \| Damiano Caruso \| BMC Racing Team \| + 0 s \| \| \| 10.º \| Yannick Martinez \| Delko-Marseille Provence-KTM \| + 0 s \| \| |                   |                              |                 |
| |                   |                              |                 |
| Fuentes: ProCyclingStats Cycling Archives |                   |                              |                 |
| Clasificación general |                   |                              |                 |
| Ciclista | Ciclista          | Equipo                       | Tiempo          |
| 1.º | Justin Jules      | WB-Veranclassic-Aqua Protect | 4 h 52 min 43 s |
| 2.º | Jérémy Lecroq     | Roubaix Lille Métropole      | + 0 s           |
| 3.º | Lorrenzo Manzin   | FDJ                          | + 0 s           |
| 4.º | Danilo Wyss       | BMC Racing Team              | + 0 s           |
| 5.º | David Menut       | HP BTP-Auber 93              | + 0 s           |
| 6.º | Rudy Barbier      | AG2R La Mondiale             | + 0 s           |
| 7.º | Anthony Maldonado | HP BTP-Auber 93              | + 0 s           |
| 8.º | Oliviero Troia    | UAE Team Emirates            | + 0 s           |
| 9.º | Damiano Caruso    | BMC Racing Team              | + 0 s           |
| 10.º | Yannick Martinez  | Delko-Marseille Provence-KTM | + 0 s           |

### Etapa 2
| \| Clasificación de la etapa \| Clasificación de la etapa \| Clasificación de la etapa \| Clasificación de la etapa \| Clasificación de la etapa \| \| Ciclista \| Ciclista \| Equipo \| Tiempo \| \| \| ------------------------- \| ------------------------- \| -------------------------- \| ------------------------- \| ------------------------- \| \| 1.º \| Alexandre Geniez \| AG2R La Mondiale \| 3 h 57 min 12 s \| \| \| 2.º \| Rohan Dennis \| BMC Racing Team \| + 0 s \| \| \| 3.º \| Nicolas Edet \| Cofidis, Solutions Crédits \| + 0 s \| \| \| 4.º \| Matej Mohorič \| UAE Team Emirates \| + 0 s \| \| \| 5.º \| Jérémy Lecroq \| Roubaix Lille Métropole \| + 4 s \| \| \| 6.º \| Bryan Alaphilippe \| Armée de terre \| + 4 s \| \| \| 7.º \| Simon Sellier \| Francia \| + 4 s \| \| \| 8.º \| David Menut \| HP BTP-Auber 93 \| + 4 s \| \| \| 9.º \| Oliviero Troia \| UAE Team Emirates \| + 4 s \| \| \| 10.º \| Armindo Fonseca \| Fortuneo-Vital Concept \| + 4 s \| \| |                   |                            |                 |
| |                   |                            |                 |
| Fuente: ProCyclingStats |                   |                            |                 |
| Clasificación de la etapa |                   |                            |                 |
| Ciclista | Ciclista          | Equipo                     | Tiempo          |
| 1.º | Alexandre Geniez  | AG2R La Mondiale           | 3 h 57 min 12 s |
| 2.º | Rohan Dennis      | BMC Racing Team            | + 0 s           |
| 3.º | Nicolas Edet      | Cofidis, Solutions Crédits | + 0 s           |
| 4.º | Matej Mohorič     | UAE Team Emirates          | + 0 s           |
| 5.º | Jérémy Lecroq     | Roubaix Lille Métropole    | + 4 s           |
| 6.º | Bryan Alaphilippe | Armée de terre             | + 4 s           |
| 7.º | Simon Sellier     | Francia                    | + 4 s           |
| 8.º | David Menut       | HP BTP-Auber 93            | + 4 s           |
| 9.º | Oliviero Troia    | UAE Team Emirates          | + 4 s           |
| 10.º | Armindo Fonseca   | Fortuneo-Vital Concept     | + 4 s           |

| \| Clasificación general \| Clasificación general \| Clasificación general \| Clasificación general \| Clasificación general \| \| Ciclista \| Ciclista \| Equipo \| Tiempo \| \| \| --------------------- \| --------------------- \| ---------------------------- \| --------------------- \| --------------------- \| \| 1.º \| Rohan Dennis \| BMC Racing Team \| 8 h 49 min 55 s \| \| \| 2.º \| Alexandre Geniez \| AG2R La Mondiale \| + 0 s \| \| \| 3.º \| Matej Mohorič \| UAE Team Emirates \| + 0 s \| \| \| 4.º \| Nicolas Edet \| Cofidis, Solutions Crédits \| + 0 s \| \| \| 5.º \| Jérémy Lecroq \| Roubaix Lille Métropole \| + 4 s \| \| \| 6.º \| Justin Jules \| WB-Veranclassic-Aqua Protect \| + 4 s \| \| \| 7.º \| David Menut \| HP BTP-Auber 93 \| + 4 s \| \| \| 8.º \| Oliviero Troia \| UAE Team Emirates \| + 4 s \| \| \| 9.º \| Rudy Barbier \| AG2R La Mondiale \| + 4 s \| \| \| 10.º \| Bryan Alaphilippe \| Armée de terre \| + 4 s \| \| |                   |                              |                 |
| |                   |                              |                 |
| Fuente: ProCyclingStats |                   |                              |                 |
| Clasificación general |                   |                              |                 |
| Ciclista | Ciclista          | Equipo                       | Tiempo          |
| 1.º | Rohan Dennis      | BMC Racing Team              | 8 h 49 min 55 s |
| 2.º | Alexandre Geniez  | AG2R La Mondiale             | + 0 s           |
| 3.º | Matej Mohorič     | UAE Team Emirates            | + 0 s           |
| 4.º | Nicolas Edet      | Cofidis, Solutions Crédits   | + 0 s           |
| 5.º | Jérémy Lecroq     | Roubaix Lille Métropole      | + 4 s           |
| 6.º | Justin Jules      | WB-Veranclassic-Aqua Protect | + 4 s           |
| 7.º | David Menut       | HP BTP-Auber 93              | + 4 s           |
| 8.º | Oliviero Troia    | UAE Team Emirates            | + 4 s           |
| 9.º | Rudy Barbier      | AG2R La Mondiale             | + 4 s           |
| 10.º | Bryan Alaphilippe | Armée de terre               | + 4 s           |

### Etapa 3
| \| Clasificación de la etapa \| Clasificación de la etapa \| Clasificación de la etapa \| Clasificación de la etapa \| Clasificación de la etapa \| \| Ciclista \| Ciclista \| Equipo \| Tiempo \| \| \| ------------------------- \| ------------------------- \| ---------------------------- \| ------------------------- \| ------------------------- \| \| 1.º \| Mattia Cattaneo \| Androni-Sidermec-Bottecchia \| 4 h 05 min 17 s \| \| \| 2.º \| Rohan Dennis \| BMC Racing Team \| + 2 s \| \| \| 3.º \| Jonathan Hivert \| Direct Énergie \| + 2 s \| \| \| 4.º \| Alexandre Geniez \| AG2R La Mondiale \| + 6 s \| \| \| 5.º \| Julien El Fares \| Delko-Marseille Provence-KTM \| + 9 s \| \| \| 6.º \| Damiano Caruso \| BMC Racing Team \| + 11 s \| \| \| 7.º \| Anthony Roux \| FDJ \| + 11 s \| \| \| 8.º \| Justin Jules \| WB-Veranclassic-Aqua Protect \| + 11 s \| \| \| 9.º \| Nicolas Edet \| Cofidis, Solutions Crédits \| + 11 s \| \| \| 10.º \| Maxime Bouet \| Fortuneo-Vital Concept \| + 11 s \| \| |                  |                              |                 |
| |                  |                              |                 |
| Fuente: ProCyclingStats |                  |                              |                 |
| Clasificación de la etapa |                  |                              |                 |
| Ciclista | Ciclista         | Equipo                       | Tiempo          |
| 1.º | Mattia Cattaneo  | Androni-Sidermec-Bottecchia  | 4 h 05 min 17 s |
| 2.º | Rohan Dennis     | BMC Racing Team              | + 2 s           |
| 3.º | Jonathan Hivert  | Direct Énergie               | + 2 s           |
| 4.º | Alexandre Geniez | AG2R La Mondiale             | + 6 s           |
| 5.º | Julien El Fares  | Delko-Marseille Provence-KTM | + 9 s           |
| 6.º | Damiano Caruso   | BMC Racing Team              | + 11 s          |
| 7.º | Anthony Roux     | FDJ                          | + 11 s          |
| 8.º | Justin Jules     | WB-Veranclassic-Aqua Protect | + 11 s          |
| 9.º | Nicolas Edet     | Cofidis, Solutions Crédits   | + 11 s          |
| 10.º | Maxime Bouet     | Fortuneo-Vital Concept       | + 11 s          |

## Clasificaciones finales
- Las clasificaciones finalizaron de la siguiente forma:[4]

### Clasificación general
| \| Clasificación general \| Clasificación general \| Clasificación general \| Clasificación general \| Clasificación general \| \| Ciclista \| Ciclista \| Equipo \| Tiempo \| \| \| --------------------- \| --------------------- \| ---------------------------- \| --------------------- \| --------------------- \| \| 1.º \| Rohan Dennis \| BMC Racing Team \| 12 h 55 min 14 s \| \| \| 2.º \| Mattia Cattaneo \| Androni-Sidermec-Bottecchia \| + 2 s \| \| \| 3.º \| Alexandre Geniez \| AG2R La Mondiale \| + 4 s \| \| \| 4.º \| Jonathan Hivert \| Direct Énergie \| + 4 s \| \| \| 5.º \| Nicolas Edet \| Cofidis, Solutions Crédits \| + 9 s \| \| \| 6.º \| Julien El Fares \| Delko-Marseille Provence-KTM \| + 11 s \| \| \| 7.º \| Justin Jules \| WB-Veranclassic-Aqua Protect \| + 13 s \| \| \| 8.º \| Anthony Maldonado \| HP BTP-Auber 93 \| + 13 s \| \| \| 9.º \| Damiano Caruso \| BMC Racing Team \| + 13 s \| \| \| 10.º \| Maxime Bouet \| Fortuneo-Vital Concept \| + 13 s \| \| |                   |                              |                  |
| |                   |                              |                  |
| Fuente: ProCyclingStats |                   |                              |                  |
| Clasificación general |                   |                              |                  |
| Ciclista | Ciclista          | Equipo                       | Tiempo           |
| 1.º | Rohan Dennis      | BMC Racing Team              | 12 h 55 min 14 s |
| 2.º | Mattia Cattaneo   | Androni-Sidermec-Bottecchia  | + 2 s            |
| 3.º | Alexandre Geniez  | AG2R La Mondiale             | + 4 s            |
| 4.º | Jonathan Hivert   | Direct Énergie               | + 4 s            |
| 5.º | Nicolas Edet      | Cofidis, Solutions Crédits   | + 9 s            |
| 6.º | Julien El Fares   | Delko-Marseille Provence-KTM | + 11 s           |
| 7.º | Justin Jules      | WB-Veranclassic-Aqua Protect | + 13 s           |
| 8.º | Anthony Maldonado | HP BTP-Auber 93              | + 13 s           |
| 9.º | Damiano Caruso    | BMC Racing Team              | + 13 s           |
| 10.º | Maxime Bouet      | Fortuneo-Vital Concept       | + 13 s           |

## Evolución de las clasificaciones
| Etapa (Vencedor)             | Clasificación general | Clasificación por puntos | Clasificación de la montaña | Clasificación de los jóvenes | Clasificación de la combatividad | Clasificación de la combinada | Clasificación por equipos |
| ---------------------------- | --------------------- | ------------------------ | --------------------------- | ---------------------------- | -------------------------------- | ----------------------------- | ------------------------- |
| 1.ª etapa (Justin Jules)     | Justin Jules          | Justin Jules             | Alexandre Geniez            | Jérémy Lecroq                | Maxime Bouet                     | Damiano Caruso                | BMC Racing                |
| 2.ª etapa (Alexandre Geniez) | Rohan Dennis          | Jérémy Lecroq            | Alexandre Geniez            | Matej Mohorič                | Flavien Dassonville              | Alexandre Geniez              | BMC Racing                |
| 3.ª etapa (Mattia Cattaneo)  | Rohan Dennis          | Rohan Dennis             | Jan Polanc                  | Léo Vincent                  | Thomas Rostollan                 | Alexandre Geniez              | BMC Racing                |
| Final                        | Rohan Dennis          | Rohan Dennis             | Jan Polanc                  | Léo Vincent                  | Thomas Rostollan                 | Alexandre Geniez              | BMC Racing                |

## UCI World Ranking
El Tour La Provence otorga puntos para el UCI Europe Tour 2017 y el UCI World Ranking, este último para corredores de los equipos en las categorías UCI ProTeam, Profesional Continental y Equipos Continentales. Las siguientes tablas son el baremo de puntuación y los corredores que obtuvieron puntos:
| Posición              | 1.ª | 2.ª | 3.ª | 4.ª | 5.ª | 6.ª | 7.ª | 8.ª | 9.ª | 10.ª |
| Clasificación general | 125 | 85  | 70  | 60  | 50  | 40  | 35  | 30  | 25  | 20   |
| Por etapa             | 14  | 5   | 3   |     |     |     |     |     |     |      |
| Líder                 | 3   |     |     |     |     |     |     |     |     |      |

| Clasificación | Clasificación     | Clasificación                | Clasificación | Clasificación | Clasificación | Clasificación |
| Posición      | Ciclista          | Equipo                       | General       | Etapa         | Líder         | Total         |
| ------------- | ----------------- | ---------------------------- | ------------- | ------------- | ------------- | ------------- |
| 1.º           | Rohan Dennis      | BMC Racing                   | 125           | 10            | 3             | 138           |
| 2.º           | Mattia Cattaneo   | Androni Giocattoli-Sidermec  | 85            | 14            | -             | 99            |
| 3.º           | Alexandre Geniez  | Ag2r La Mondiale             | 70            | 14            | -             | 84            |
| 4.º           | Jonathan Hivert   | Direct Énergie               | 60            | 3             | -             | 63            |
| 5.º           | Nicolas Edet      | Cofidis                      | 50            | 3             | -             | 53            |
| 6.º           | Justin Jules      | WB Veranclassic Aqua Protect | 35            | 14            | 3             | 52            |
| 7.º           | Julien El Fares   | Delko Marseille Provence KTM | 40            | -             | -             | 40            |
| 8.º           | Anthony Maldonado | HP BTP-Auber93               | 30            | -             | -             | 30            |
| 9.º           | Damiano Caruso    | BMC Racing                   | 25            | -             | -             | 25            |
| 10.º          | Maxime Bouet      | Fortuneo-Vital Concept       | 20            | -             | -             | 20            |